# Forêts de pins d'Hispaniola
Localisation
Les forêts de pins d'Hispaniola forment une vaste étendue de forêts de conifères tropicales et subtropicales (Pinus occidentalis) qui s'étend de part et d'autre de la frontière entre Haïti et la République dominicaine. 
Cette forêt de pins est menacée par la déforestation humaine surtout du côté haïtien. L'État haïtien a créé une réserve forestière afin de protéger ce patrimoine naturel et de limiter le déboisement malgré des moyens insuffisants.

## Biotope
Cet espace boisé couvrait à l'origine 15 % de l'île d'Hispaniola. Cet ensemble forestier de pins de l'île d'Hispaniola est situé sur des pentes avec des sols peu profonds de carbonate et de latérite. Les forêts de pins couvrent la Cordillère Centrale dont le Pic Duarte de la République dominicaine ainsi que le massif du Pic la Selle et le massif de la Hotte. La forêt de pins croit entre 850 mètres et 3000 mètres d'altitude. Jusqu'à 2200 mètres d'altitude, les pins poussent parmi d'autres arbres de type feuillu. Au-delà de cette altitude, les conifères dominent et demeurent les seuls arbres sur les sommets montagneux. 
Les précipitations moyennes annuelles varient généralement entre 1000 et plus de 2000 mm notamment entre avril et novembre. Bien qu'irrégulières, les pluies arrivent à maintenir un certain niveau d'humidité dans le sol pendant une grande partie de l'année. 
La température moyenne annuelle est comprise entre 18 et 12 °C et peut tomber en dessous de 0 °C entre décembre et février, causant des gelées qui sont plus fréquentes dans la steppe de montagne.

## Déforestation et sauvegarde
La plus grande forêt en Haiti a été dévastée au début des années 1960 pour le compte d’une société privée qui était la propriété des dignitaires du régime parmi lesquels l’épouse du dictateur François Duvalier. Il s’agit de la forêt des pins qui se situait au sud de Port-au-Prince. On a coupé tous les arbres de cette forêt au profit des sociétés américaines qui fabriquaient de l’huile de résine destinée à l’aéronautique.
L'état de conservation de cette forêt de pins est vulnérable, en raison de la déforestation due également aux pâturages, aux collectes de bois de chauffage et aux feux allumés par l'homme.
Selon Max Antoine, directeur de la commission du développement frontalier, sur 32 000 hectares de forêt il ne reste plus que 9 000 hectares, précisant que la détérioration de l'environnement touche toute la ligne frontalière du lac Azuéi à Anse-à-Pitres. Si le processus de déforestation se poursuit la forêt disparaîtra complètement en 2016 indique Max Antoine expliquant qu'une telle situation entraînera une détérioration du lac Azuéi et des catastrophes écologiques.
Les deux principales raisons de la grande détérioration de l'environnement dans la zone forestière sont la faiblesse des pouvoirs publics de l'État et la pauvreté des familles vivant à proximité de la forêt.
En 2007, Les membres d'une organisation paysanne encadrés par des techniciens de la commission du développement frontalier ont procédé à la mise en terre de 1500 plantules dans la zone de la forêt des pins.

## Sources
1. ↑  La forêt des pins : un patrimoine écologique à sauver
2. ↑  Déforestation et malédiction à Haïti
3. ↑  Cri d'alarme pour sauver la forêt de pins d'Haïti